# Rote Zora
Rote Zora — немецкая леворадикальная феминистская организация, действовавшая совместно с Революционными ячейками, однако больше внимания уделявшая борьбе с сексуальной эксплуатацией женщин (в том числе в странах Третьего мира), законами против абортов, сексизмом и патриархальным устройством общества. Группа организовывала нападения, поджоги и взрывы в государственных учреждениях (судах, где проходили слушания по запрету на аборты, медицинских учреждениях, отказывавших в проведении абортов); секс-шопах и порномагазинах; корпорациях, эксплуатирующих труд женщин третьего мира. Хотя подобные акции и наносили ущерб в десятки и сотни тысяч марок, они были рассчитаны так, чтобы не нанести вред людям.

## История
«Rote Zora» была образована в 1977 году как автономное феминистское подразделение «Революционных ячеек», крупной леворадикальной организации в Западной Германии, которая считала себя конкурентом более известной Фракции Красной армии. Своё название Rote Zora взяла от имени главной героини книги классика детской литературы Курта Хельда — «Рыжая Зора и её шайка» (нем. Die Rote Zora und ihre Bande), в которой рассказывается история рыжеволосой хорватской девушки по имени Зора, возглавляющей банду сирот, борющихся с социальной несправедливостью. В организации состояли женщины в возрасте от 20 до 51 года, как гетеросексуальной, так и других сексуальных ориентаций, с детьми и без них, работающие и безработные.
Ранее, с 1974 года, организация действовала под названием «Женщины революционных ячеек». Их активная деятельность была начата в 1975 году со взрыва Федерального Конституционного суда Германии в Карлсруэ, произведённого в связи с признанием данной инстанцией правомерности закона § 218 УК Германии, ограничивающего право на аборт. В 1977 году был организован взрыв около офиса Немецкой ассоциации врачей, также выполненный в качестве акции протеста против запрета абортов в Германии. В 1978 году Rote Zora совершили поджог секс-шопов в Кёльне. В 1981 году они подожгли машину адвоката в Кёльне, а также начали изготавливать и распространять в пролетарских кварталах поддельные проездные билеты на общественный транспорт Рурской области. В 1983 году Rote Zora совершили четыре взрыва бомб в агентстве по найму иностранцев, взрыв в посольстве Филиппин в Бонне, взрыв в компании Siemens в Брауншвейге и Виттене, атаку на Nixdorf Computer в Ганновере и дата-центр Ассоциации клуба кредитных реформ в Нойсе. В 1984 году они совершили поджог двух компаний в Гютерсло, обвинённых в использовании тюремного труда для получения личной выгоды. В 1985 году были совершены нападения на Институт исследований селекции растений им. Макса Планка в Кёльне, медицинский факультет Гейдельбергского университета и факультет генетики Кёльнского университета.
В 1986 году Rote Zora отделились от «Революционных ячеек», разочаровавшись в насильственных методах других левых организаций. Они запустили отдельную кампанию, рассчитывая действия так, чтобы не навредить людям. Их первой мишенью как независимой организации был поджог факультета генетики человека в Вестфальском университете имени Вильгельма в Мюнстере, из которого ими также были украдены и опубликованы конфиденциальные документы. В том же году они совершили бомбёжку Общества биотехнологических исследований в Брауншвейге. В 1987 году Rote Zora совершили десять поджогов сети магазинов одежды Alder, а также их штаб-квартиры в Хайбахе, филиалы в Хальстенбеке, Бремене, Ольденбурге, Изернхагене, Касселе, Хольцвиккеде, Нойсе, Франкфурте и Ахене. В 1988 году они произвели атаку биологического факультета Берлинского технического университета. В 1994 году ими был совершён поджог компании, поставляющей продукты в приюты для беженцев в Нюрнберге и Гере.
Самой последней известной мишенью Rota Zora была верфь компании Lürssen, находящаяся в районе Вегезак Бремена. Подрыв был совершён 24 июля 1995 года, целью которого заявлялась поддержка курдов в турецко-курдском конфликте. Lürssen Werft производили корабли для Турции и были обвинены организацией в том, что являлись «поставщиком вооружений для турецкого режима, который ведёт кровавую войну против курдов».